# Франческо Скіра
Франческо Скіра (Валлетта, 21 серпня 1809 — Лондон, 15 жовтня 1883) — італійський композитор, диригент і педагог.

## Біографія
Він народився на Мальті в сім'ї італійських батьків, четвертою дитиною тенора Мікеле Скіри та балерини Джузеппи Радаеллі Понтіджі, родом з Мілана. Навчався в Міланській консерваторії і в цьому місті дебютував зі своєю першою оперою «Олена і Мальвіна». Пізніше він перейшов до Кальярі, як музичний керівник Королівського артилерійського корпусу та хормейстер. Потім він був прийнятий на роботу як головний диригент і композитор Лісабонської опери, де він одружився 1834 року. 1839 року переїхав до Лондона, де здобув славу завдяки власним композиціям; з 1941 по 1842 рік він жив у Парижі, нарешті повернувшись до Лондона 1843 року, коли диригував у Ковент-Гардені і став музичним та оркестровим керівником Театру принцеси; наступного року він став музичним керівником столичного театру Друрі-Лейн, на цій посаді працював до 1847 року. Він повернувся туди в 1851—1852 роках, щоб потім присвятити себе майже виключно композиції та викладанню співу, вважався одним з найцінніших викладачів. У 1853—1854 роках був у Турині концертмейстером Regio Teatro.
Він написав: Il fanatico per la musica, I cavalieri di Valenza, Theresa, Mina, Kenilworth, Niccolò de' Lapi, Selvaggia e Lia. Усі твори виконувались у Лісабоні та Лондоні.

## Примітка
1. 1 2  International Music Score Library Project — 2006.
2. 1 2 3 4  Archivio Storico Ricordi — 1808.
3. 1 2 3 4 5  Sessa A. Dizionario Biografico degli Italiani — 2018. — Vol. 91.
4. ↑  Bibliothèque nationale de France BNF: платформа відкритих даних — 2011.
5. 1 2 3 4 5 6 7  (DBI).

## Інші проєкти
- Wikiquote contiene citazioni di o su Francesco Schira